# Boncourt-le-Bois
Boncourt-le-Bois és un municipi francès, situat al departament de la Costa d'Or i a la regió de Borgonya - Franc Comtat. L'any 2007 tenia 269 habitants.

## Demografia

### Població
El 2007 la població de fet de Boncourt-le-Bois era de 269 persones. Hi havia 96 famílies, de les quals 12 eren unipersonals (12 dones vivint soles i 12 dones vivint soles), 32 parelles sense fills, 48 parelles amb fills i 4 famílies monoparentals amb fills.
La població ha evolucionat segons el següent gràfic:
Habitants censats

### Habitatges
El 2007 hi havia 102 habitatges, 98 eren l'habitatge principal de la família, 2 eren segones residències i 2 estaven desocupats. 99 eren cases i 1 era un apartament. Dels 98 habitatges principals, 91 estaven ocupats pels seus propietaris, 4 estaven llogats i ocupats pels llogaters i 3 estaven cedits a títol gratuït; 1 tenia dues cambres, 5 en tenien tres, 16 en tenien quatre i 76 en tenien cinc o més. 81 habitatges disposaven pel capbaix d'una plaça de pàrquing. A 27 habitatges hi havia un automòbil i a 67 n'hi havia dos o més.

### Piràmide de població
La piràmide de població per edats i sexe el 2009 era:
| Homes | Edats   | Dones |
| ----- | ------- | ----- |
| 0     | 95 o +  | 0     |
| 0     | 90 a 94 | 0     |
| 0     | 85 a 89 | 0     |
| 0     | 80 a 84 | 0     |
| 0     | 75 a 79 | 8     |
| 4     | 70 a 74 | 8     |
| 0     | 65 a 69 | 8     |
| 4     | 60 a 64 | 4     |
| 0     | 55 a 59 | 0     |
| 12    | 50 a 54 | 4     |
| 8     | 45 a 49 | 8     |
| 12    | 40 a 44 | 8     |
| 16    | 35 a 39 | 20    |
| 4     | 30 a 34 | 8     |
| 4     | 25 a 29 | 0     |
| 4     | 20 a 24 | 8     |
| 8     | 15 a 19 | 4     |
| 8     | 10 a 14 | 28    |
| 24    | 5 a 9   | 8     |
| 0     | 0 a 4   | 4     |

## Economia
El 2007 la població en edat de treballar era de 180 persones, 141 eren actives i 39 eren inactives. De les 141 persones actives 136 estaven ocupades (69 homes i 67 dones) i 5 estaven aturades (4 homes i 1 dona). De les 39 persones inactives 15 estaven jubilades, 18 estaven estudiant i 6 estaven classificades com a «altres inactius».

### Ingressos
El 2009 a Boncourt-le-Bois hi havia 99 unitats fiscals que integraven 270 persones, la mediana anual d'ingressos fiscals per persona era de 20.867 €.

### Activitats econòmiques
Dels 6 establiments que hi havia el 2007, 2 eren d'empreses de construcció, 1 d'una empresa de comerç i reparació d'automòbils, 1 d'una empresa d'hostatgeria i restauració, 1 d'una empresa financera i 1 d'una empresa immobiliària.
Els 2 serveis als particulars que hi havia el 2009 eren lampisteries.
L'any 2000 a Boncourt-le-Bois hi havia 5 explotacions agrícoles.

## Poblacions més properes
El següent diagrama mostra les poblacions més properes.